# Pseudocercophora ingoldii
Pseudocercophora ingoldii är en svampart som beskrevs av Subram. & Sekar 1986. Pseudocercophora ingoldii ingår i släktet Pseudocercophora och familjen Lasiosphaeriaceae.   Inga underarter finns listade i Catalogue of Life.